# 福萊甘茲羅斯島

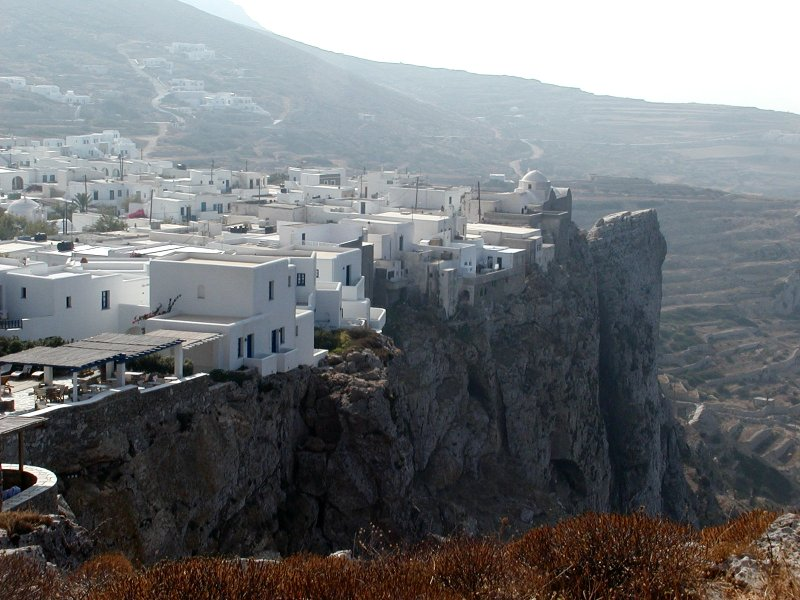

福萊甘茲羅斯島是希臘的島嶼，位於愛琴海南部，由南愛琴大區負責管轄，屬於基克拉澤斯的一部分，長12.5公里、寬4公里，面積32.216平方公里，最高點海拔高度455米，2001年人口667。

## 外部連結
- Municipality of Folegandros （页面存档备份，存于） （英文） （法文） （希腊文） （意大利文）